# F-111 Aardvark
General Dynamics F-111 eller F-111 Aardvark er en jagerbomber og strategisk bombefly (FB-111) med mellemlang rækkevidde, der også blev brugt som rekognosceringsfly. F-111 blev designet i 1960'erne. De blev uofficielt kaldet Aardvark (Jordsvin på grund den lange næse) men da de i 1996 blev udfaset i det amerikanske luftvåben blev navnet officielt. De eneste der i dag stadig bruger F-111 er det australske Royal Australian Air Force (RAAF). I australsk tjeneste kendes F-111 som "Grisen." Der blev udviklet en variant af flyet til elektronisk krigsførelse benævnt EF-111 Raven der var i brug i det amerikanske luftvåben.
F-111 var et pionerprojekt for flere teknologier til militære fly, både med vinger med variabel pilgeometri, turbofanmotorer med efterbrænder og terræn-følgende radar til flyvning med høj fart i lav højde. Dens design er blevet efterlignet omfattende, specielt af sovjetiske ingeniører, og mange af flyets egenskaber er blevet standard i dag. Under flyets tilblivelse opstod der dog en del problemer.
F-111 har ikke katapultsæder, i stedet frigøres hele cockpittet på 1,5 tons fra flyet med raketkraft og daler til jorden i en 15 m stor faldskærm. Airbags (Impact attenuation bag) tager imod landingsstødet og flydesække tillader cockpittet at flyde.
En konstruktionsfejl kræver at luftbremsen åbnes før at understellet kan komme på plads. Dette belaster motorerne ekstra under starten.
I det amerikanske luftvåben er F-111 nu blevet erstattet med F-15E Strike Eagle i rollen som bombefly med medium rækkevidde, mens B-1B Lancer har overtaget rollen som supersonisk bombefly. RAAF erstatter deres F-111'ere med F/A-18F Super Hornet fra 2010.

## Rosenquists F-111
- James Rosenquist: F-111 , Museum of Modern Art, New York
  - right picture Arkiveret 7. marts 2016 hos  Wayback Machine
  - F-111 (1-4) Arkiveret 7. marts 2016 hos  Wayback Machine.